# Brandon Schwab
Brandon Schwab (* 14. Oktober 1974 in Orlando, Florida) ist ein US-amerikanischer Schiedsrichter im Basketball, der seit dem Jahr 2020 in der NBA tätig ist. Er trägt die Uniform mit der Nummer 86.

## Karriere

### College-Basketball
Vor dem Einstieg in die NBA arbeitete er vier Jahre als College-Basketballschiedsrichter u. a. in der Sunshine State Conference und der Atlantic Sun Conference.

### National Basketball Association
Schwab begann im Jahr 2020 seine NBA-Schiedsrichterlaufbahn beim Spiel der Orlando Magic gegen die Miami Heat.
Zuvor war er fünf Jahre als Schiedsrichter in der NBA G-League tätig.